# فيلون السكندري

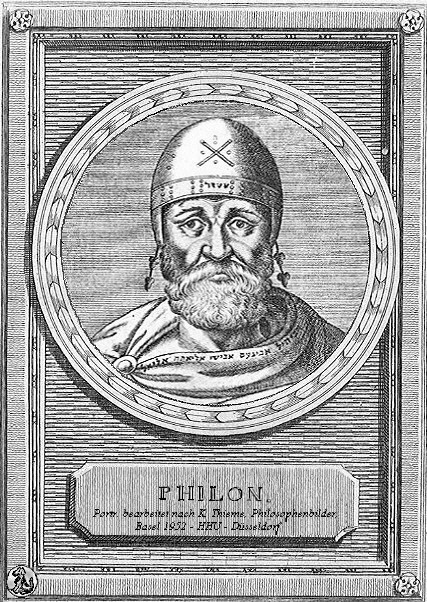
فيلون السكندري 20 ق.م- 50 ب.م

فيلو الإسكندري أو فيلو السكندري (بالعبرية: יְדִידְיָה، إِدِيدِيَا)، ولد في 20 قبل الميلاد وتوفي في عام 50 بعد الميلاد، كما أطلق عليه اسم فيلو اليهودي، كان فيلسوفًا هلنستيًا يهوديًا عاش في الإسكندرية في الوقت الذي كانت مصر فيه مقاطعة رومانية.
استخدم فيلو الأمثال الفلسفية لمواءمة النص المقدس اليهودي، وخصوصًا التوراة، مع الفلسفة اليونانية. اتبعت طريقته ممارسات تفسير النص اليهودي والفلسفة الرواقية. كانت لممارساته أهمية بالنسبة لبعض الأساقفة المسيحيين، إلا أنه لم يلقى رواجًا بين اليهوديين الربانيين (اليهودية الحاخامية أو التلمودية). تبنى فيلو الاستعارات والعِبر بدلًا من التفسير الحرفي للكتاب المقدس اليهودي.
يرى بعض الباحثين بأن مفهومه حول «لوغوس» بكونه مبدأً إبداعيًا للرب أثر في بدايات الكرستولوجيا (دراسة طبيعة يسوع المسيح). ينأى باحثون آخرون ذلك التأثير المباشر، ويدعون استعارة فيلو والمسيحيين المبكرين أفكارهم من مصدر مشترك.
الحدث الوحيد من حياة فيلو الذي يمكن تأريخه بدقة هو مشاركته في البعثة إلى روما عام 40 ميلادية. كان ممثلًا عن يهود الإسكندرية أمام الإمبراطور الروماني غايوس، بعد نزاعات قامت بين يهود الاسكندرية والإغريق. توجد تفاصيل هذا الحدث وبعض السير الذاتية الأخرى ضمن أعمال كل من فيلو ويوسيفيوس، خصوصًا في (السفارة إلى غايوس) الذي لم ينجو منها سوى مجلدان من أصل خمسة.
استوحى فيلو فكرته فيما يخص أعماله «حكمة سليمان» ومهن كل من طائفتي الأسينيون اليهودية والثيرابوتي من «أرسطوبولس أوف بانياس» ومدرسة الإسكندرية اليونانية. لم يُزعم بكون فيلو قديسًا أو ملفانًا أبدًا في حياته.

## حياته
يُرجح بأن فيلو ولد باسم يوليوس فيلو. عاصر أجداده حكم الطالمة والسلوقيين. رغم عدم معرفة هوية والديه، إلا أنه من المعروف بأن فيلو قدم من أسرة رفيعة المستوى ومبجلة وثرية. حصل إما والده أو جده من أبيه على الجنسية الرومانية من الحاكم الروماني غايوس يوليوس قيصر. كتب جيرو أن فيلو جاء من أسرة كهنوتية. كان لعائلته روابط اجتماعية وعلاقات مع جماعة الكهنوت في يهودا (جنوب فلسطين حاليًا) والسلالة الحشمونية والسلالة الهيرودينية والسلالة اليوليوكلاودية في روما.
كان لفيلو شقيقان، الاسكندر الأبرخ وليسيماخوس. وكان لديه اثنين من أبناء أخيه الاسكندر، تيبيريوس يوليوس الاسكندر وماركوس يوليوس الاسكندر. كان الأخير الزوج الأول للأميرة الهيرودية بيرينيس. توفي ماركوس في 43 أو 44 ميلادية.
زار فيلو المعبد الثاني في القدس مرتين على الأقل خلال فترة حياته. عاصر فيلو السيد المسيح وتلامذته. حظي فيلو وأشقاؤه بتعليم جيد. تعلمو عن الحضارة الهلنستية للإسكندرية والثقافة الرومانية، ووصل إلى درجة كبيرة من المعرفة حول الحضارة المصرية القديمة، لاسيما تلك التي تخص التقاليد اليهودية، بالإضافة إلى دراسة الأدب التقليدي اليهودي والفلسفة اليونانية.
من غير المعروف تاريخ ولادة ووفاة فيلو، إلا أنه من الممكن تخمينهم عبر وصفه لنفسه «رجل كبير في السن» عندما كان فردًا في البعثة إلى غايوس كاليغولا عام 38 ميلادية. يقدر بروفيسور التاريخ اليهودي دانييل شوارتز تاريخ ميلاده بين 10 أو 20 قبل الميلاد. يشير ذكر فيلو إلى حدث حصل خلال فترة حكم الإمبراطور كلاوديوس على أنه توفي في وقت ما بعد العام 41 ميلادية.

### السفارة إلى غايوس
في كتابه (السفارة إلى غايوس) يصف فيلو مهمته الدبلوماسية إلى غايوس كاليغولا، وهو واحد من الأحداث القليلة التي نعرف تفاصيلها في حياته. أشار إلى أنه كان يحمل عريضة تصف واقع المعاناة التي يعشيها يهود الإسكندرية ويلتمس من الإمبراطور تأمين حقوقهم. أعطى فيلو وصفًا أكثر دقة لمعاناتهم من يوسيفيوس، وذلك لإيصال فكرة أن يونانيي الإسكندرية هم الجانب المعتدي في الصراع الأهلي الذي خلف العديد من القتلى اليهود واليونانيين.
عاش فيلو في فترة زاد فيها التوتر العرقي في الإسكندرية، والذي تفاقم مع القيود الجديدة التي فرضها الحكم الامبراطوري. أدان بعض المغتربين اليونانيين في الإسكندرية اليهود لتحالفهم المفترض مع روما، حتى مع قمع روما للقومية اليهودية في يهودا. في كتابه (ضد فلاكوس)، يصف فيلو حال اليهود في مصر، إذ وصل ما لا يقل عن مليون نسمة وتوطنوا في منطقتين من الأحياء الخمسة للإسكندرية. يروي انتهاكات البريفيكتوس أولوس أفليليس فلاكوس، الذي انتقم ردًا على اليهود لرفضهم الامتثال لعبادة كاليغولا بوصفه إلهًا. يرى دانييل شوارتز أنه بالنظر إلى هذه الخلفية المتوترة، كان من الأنسب له سياسيًا تفضيل التوحيد الربوبي على المجاهرة العلنية باليهودية.
يرى فيلو بأن غاية كاليغولا بتشييد تمثال له في المعبد الثاني حركة استفزازية، ويسأل، «هل ستخوض علينا حربًا لأنك تتوقع بأننا لن نتحمل إهانةً كهذه، وأننا سنقاتل لأجل مواثيقنا، ونموت دفاعًا عن أعرافنا الوطنية؟ لأنه من غير المعقول أن تكون جاهلًا للحد الذي لا تعلم به نتاج محاولاتك استقدام مثل هذه البدع إلى معبدنا». أظهر فيلو في جميع ما عُرف عنه دعمه على نحو مطلق الالتزام اليهودي بالتمرد ضد القيصر إزاء ما يحصل من تدنيس للمقدسات.
أثنى العديد من الناس على رجاحة عقل فيلو مقارنة بسنّه ومدى تعلميه ومعرفته. ما يشير إلى أنه كان رجلًا كبيرًا في السن سنة 40 ميلادية.
في كتاب (عاديات اليهود)، يحكي يوسيفيوس عن اختيار فيلو من قبل الجالية اليهودية الاسكندرانية كممثل رئيسي لهم أمام الإمبراطور الروماني غايوس كاليغولا. ويقول بأن فيلو وافق على تمثيل يهود الإسكندرية على خلفية الاضطراب الأهلي الحاصل بين اليونان واليهود. يروي يوسيفيوس أيضًا خبرة فيلو في الفلسفة، إضافةً لكونه أخًا للاسكندر الأبرخ. تبعًا ليوسيفيوس، رفض فيلو والجالية اليهودية الأكبر اعتبار القيصر إلهًا وتشييد التماثيل له أو بناء المذابح والمعابد. يقول يوسيفيوس بأن فيلو اعتقد بدعم الرب الواضح لهذا الرفض.

## أكمل يوسيفيوس تعليقاته حول فيلو
«بدأت جلبة بالظهور في الإسكندرية بين القاطنين اليهود واليونانيين؛ واختير ثلاثة سفراء من الأطراف المتنازعة والذين قدموا إلى غايوس. كان أبيون واحدًا من سفراء أهل الإسكندرية، والذي جدّف كثيرًا على مقدسات اليهود وجحد بها، ومن بين أمورٍ أخرى قالها، اتهم اليهود بتجاهل المنزلة الشرفية لقيصر؛ إذ أنه في حين قيام جميع من خضعوا للإمبراطورية الرومانية ببناء المذابح والمعابد لغايوس، واعتبره بعضهم بمنزلة الآلهة، وحدهم اليهود من اعتقدوا تشييد النّصب له شيئًا مشينًا بحقهم، كما القسم باسمه. روى أبيون الكثير من الأشياء القاسية التي هدف من ورائها إلى استفزاز غايوس لصب غضبه على اليهود، كما كان مرجّحًا له أن يفعل. إلا أن فيلو، زعيم الوفد اليهودي، وهو رجل مرموق على كل الأصعدة، وأخ الاسكندر الأبرخ، ورجلٌ حنيف في الفلسفة، كان على استعداد ليراهن على نفسه ضد تلك الاتهامات؛ إلا أن غايوس نهاه عن ذلك وصرفه؛ وكان في حالة شديدة الغضب جعلت من الواضح التفكير بأنه على وشك التسبب بأذىً كبير. خرج فيلو مهانًا، وقال لليهود ممن هم حوله بأنه عليهم التحلي بقدر من الشجاعة، إذ أن كلمات غايوس أظهرت له غضبه نحوهم، إلا أنه في الواقع كان قد سلط غضب الرب على نفسه».

## روابط خارجية
- فيلون السكندري على موقع الموسوعة البريطانية (الإنجليزية)